# Louis-Augustin-François Cauchois-Lemaire
Pour les articles homonymes, voir Lemaire.
Louis-Augustin-François Cauchois-Lemaire dit Lemaire, né le 28 avril 1789 à Paris (paroisse Saint Paul), ville où il est mort ans le 4e arrondissement le 9 août 1861, est un écrivain politique et polémiste français.

## Biographie
Il commença sa carrière dans l'Instruction publique puis ouvrit un cabinet de lecture pour étudiants en droit. En 1814, il devient propriétaire du Journal des Arts et de littérature, et en continue la publication sous le titre du Nain jaune. Ce journal libéral tourne en ridicule les royalistes et les prêtres. Il change le nom en les Fantaisies. En 1815, sans pour autant faire partie de la fameuse ordonnance du 24 juillet 1815, signée par Fouché, il se réfugie en Belgique, où il publie le Nain jaune réfugié et collabore au Libéral de Bruxelles. Il se réfugia ensuite à Hambourg, puis à La Haye. Il est l’auteur d’un Appel à l'opinion publique et aux États-Généraux en faveur des proscrits français en 1817.
Rentré en France en 1819, il collabore au  Constitutionnel dont il deviendra actionnaire en 1830 et rédacteur en chef en octobre de la même année, mais fut rapidement écarté en raison des orientations qu'il donna au journal.
Il est condamné, le 13 juin 1820, à 5 ans de prison et à 10 000 fr. d'amende, pour avoir, dans un écrit intitulé Variétés historiques, incité à la guerre civile, et outrage à la personne du roi. La cour d'assises de Paris le condamna le 9 août 1821 à 3 ans d'emprisonnement, à une amende de 6 000 fr. et aux frais, pour avoir publié un ouvrage intitulé Opuscules, qui contenait, d'après l'avis des juges, des provocations à la guerre civile, et des injures envers le roi et les chambres. Emprisonné quelques jours, sa condamnation fut réduite en appel.
Il lutte contre Louis XVIII et Charles X. Il est membre d'une vente de la charbonnerie française avec Jean-Jacques Koechlin, Ary Scheffer et La Fayette.
En décembre 1827, dans son pamphlet  Sur la crise actuelle, lettre à S.A.R Mgr le duc d'Orléans, il appelle Louis-Philippe à prendre le pouvoir. Le 17 janvier 1828 il est condamné à 15 mois de prison et 2 000 fr. d'amende malgré la brillante défense de son avocat, Me Chaix d'Est-Ange. Capefigue estima : « C'est un écrivain piquant, instruit, recherché ; et je fus assez heureux pour lui servir d'intermédiaire auprès de M. de Martignac, empressé lui-même de lui alléger son temps de prison ».
Secrétaire de la Société Constitutionnelle centrale de Paris (une association farouchement républicaine), il participe au Livre des cent-uns en 1831-1834, et fonde le 29 juillet 1832 avec Victor Rodde (1792-1835) l'organe républicain Le Bon Sens, journal populaire de l'opposition constitutionnelle dont il devient le rédacteur-en-chef et premier actionnaire, et dans lequel Louis Blanc (1811-1882) fera ses premières armes de journaliste à son arrivée à Paris.
Accusé par Raspail de soutenir, dans le Bon Sens, à la fois la monarchie et la république, ils se battent en duel au pistolet au bois de Vincennes, le 30 décembre 1834. Blessé, il n'échappe que de justesse à la mort.
Nommé directeur des archives royales en 1840 sur l'intervention de son ami Charles de Rémusat, et figurant à ce titre dans le Petit dictionnaire de nos grandes girouettes il se consacre alors à l’écriture de son Histoire de la Révolution de Juillet qui paraît en 1842.
En 1847, il est nommé chevalier de la Légion d'honneur.
Il a donné des articles dans les Lettres Normandes, dans La Minerve et au Mercure du XIXe siècle.
Sa femme Judith Decosse a écrit des livres d'éducation.